# 飯村樹輝弥
飯村 樹輝弥（いいむら じゅきや、1998年1月7日 - ）は、日本の男性プロボクサー。現OPBF東洋太平洋フライ級王者。第60代日本フライ級王者。東京都江戸川区出身。角海老宝石ボクシングジム所属。トレーナーは佐藤直樹。

## 経歴
小学5年生のときからボクシングを始め、アマチュア時代には日出高校、日本大学ボクシング部で活躍。大学時代は関東大学ボクシングリーグ戦にて2年連続で階級優秀賞に輝いた。4年時には主将も務めた。アマチュア戦績は81戦68勝13敗。2018年には国民体育大会フライ級準優勝。
大学卒業後にプロ転向。池側純、今優吾とともに角海老宝石ボクシングジムのプロ・テストに合格した。
コロナ禍でデビュー戦は遅れ、2021年1月16日に後楽園ホールにて行われた山田大輔との対戦がデビュー戦となり、初回2分24秒TKOでデビュー戦を勝利で収めた。
2021年6月21日、後楽園ホールでこの試合がデビュー戦となった川崎智輝と対戦し、6回3-0（58-56×3）で判定勝ちを収めた。
2023年7月1日、後楽園ホールにて行われた「WHO'S NEXT DYNAMIC GLOVE on U-NEXT Vol.4」のセミファイナルで日本フライ級王者の永田丈晶と日本同級タイトルマッチを行い、10回2-0(96-94×2、95-95×1)の判定勝ちを収め日本王座獲得。
2023年11月4日、後楽園ホールにて行われた「WHO'S NEXT DYNAMIC GLOVE on U-NEXT Vol.8」のメインイベントで日本フライ級12位の村上勝也と日本同級タイトルマッチを行い、10回3-0(99-91×3)の判定勝ちを収め日本王座初防衛に成功。
2024年4月6日、後楽園ホールにて行われた「WHO’S NEXT DYNAMIC GLOVE on U-NEXT」で日本フライ級1位の井上夕雅と日本同級タイトルマッチを行い、左ボディブローによる9回1分28秒KO勝ちを収め2度目の防衛に成功した。
2024年8月16日、後楽園ホールにて行われた「WHO'S NEXT DYNAMIC GLOVE on U-NEXT」のセミファイナルで日本フライ級4位の見村鉄弥と日本同級タイトルマッチを行い、10回3-0（99-91×2、100-90）の判定勝ちを収め3度目の防衛に成功した。
2025年1月18日、後楽園ホールにて行われた「WHO'S NEXT DYNAMIC GLOVE on U-NEXT」のセミファイナルで同年1月6日付で日本王座を返上した上でOPBF東洋太平洋フライ級1位のローレンス・ドゥマム・AGとOPBF東洋太平洋同級王座決定戦を行い、12回3-0（116-112×2、117-111）の判定勝ちを収め王座獲得に成功した。
2025年5月3日、後楽園ホールでOPBF東洋太平洋フライ級1位のエスネス・ドミンゴとOPBF東洋太平洋同級タイトルマッチで2年7カ月ぶりに再戦し、12回3-0（117-111×2、115-113）の判定勝ちを収め初防衛に成功すると同時に雪辱を果たした。

## 人物
- メキシカンを好み、姉からプレゼントされたソンブレロを被ってデビュー戦後のインタビューに応じた[2]。

## 戦績
- アマチュアボクシング：81戦68勝13敗
- プロボクシング：10戦9勝（2KO）1敗

| 戦           | 日付           | 勝敗 | 時間    | 内容    | 対戦相手                     | 国籍       | 備考                             |
| ------------ | -------------- | ---- | ------- | ------- | ---------------------------- | ---------- | -------------------------------- |
| 1            | 2021年1月16日  | ☆    | 1R 2:24 | TKO     | 山田大輔（輪島功一スポーツ） | 日本       | プロデビュー戦                   |
| 2            | 2021年6月21日  | ☆    | 6R      | 判定3-0 | 川崎智輝（SUN-RISE）         | 日本       |                                  |
| 3            | 2021年12月5日  | ☆    | 8R      | 判定2-0 | 奥本貴之（グリーンツダ）     | 日本       |                                  |
| 4            | 2022年10月20日 | ★    | 6R 1:25 | TKO     | エスネス・ドミンゴ           | フィリピン |                                  |
| 5            | 2023年7月1日   | ☆    | 10R     | 判定2-0 | 永田丈晶（協栄）             | 日本       | 日本フライ級タイトルマッチ       |
| 6            | 2023年11月4日  | ☆    | 10R     | 判定3-0 | 村上勝也（名古屋大橋）       | 日本       | 日本王座防衛1                    |
| 7            | 2024年4月6日   | ☆    | 9R 1:28 | KO      | 井上夕雅（真正）             | 日本       | 日本王座防衛2                    |
| 8            | 2024年8月16日  | ☆    | 10R     | 判定3-0 | 見村鉄弥（千里馬神戸）       | 日本       | 日本王座防衛3                    |
| 9            | 2025年1月18日  | ☆    | 12R     | 判定3-0 | ローレンス・ドゥマム・AG     | フィリピン | OPBF東洋太平洋フライ級王座決定戦 |
| 10           | 2025年5月3日   | ☆    | 12R     | 判定3-0 | エスネス・ドミンゴ           | フィリピン | OPBF防衛1                        |
| テンプレート |                |      |         |         |                              |            |                                  |

## 獲得タイトル

### プロ
- 第60代日本フライ級王座（防衛3=返上）
- 第48代OPBF東洋太平洋フライ級王座（防衛1）